# آگوستوس گئوسلینگ
آگوستوس گئوسلینگ (به انگلیسی: Augustus Goessling) (زادهٔ ۱۷ نوامبر ۱۸۷۸) شناگر اهل ایالات متحده آمریکا است.